# Oriest Chwolson
Oriest Daniłowicz Chwolson (ros. Орест Данилович Хвольсон, ur. 22 listopada?/4 grudnia 1852 w Sankt-Petersburgu, 11 maja 1934 w Leningradzie) – rosyjski fizyk, członek korespondent Petersburskiej Akademii Nauk, autor prac na temat ciepła i pomiarów promieniowania.